# Simb Gaïndé ou la danse du faux lion

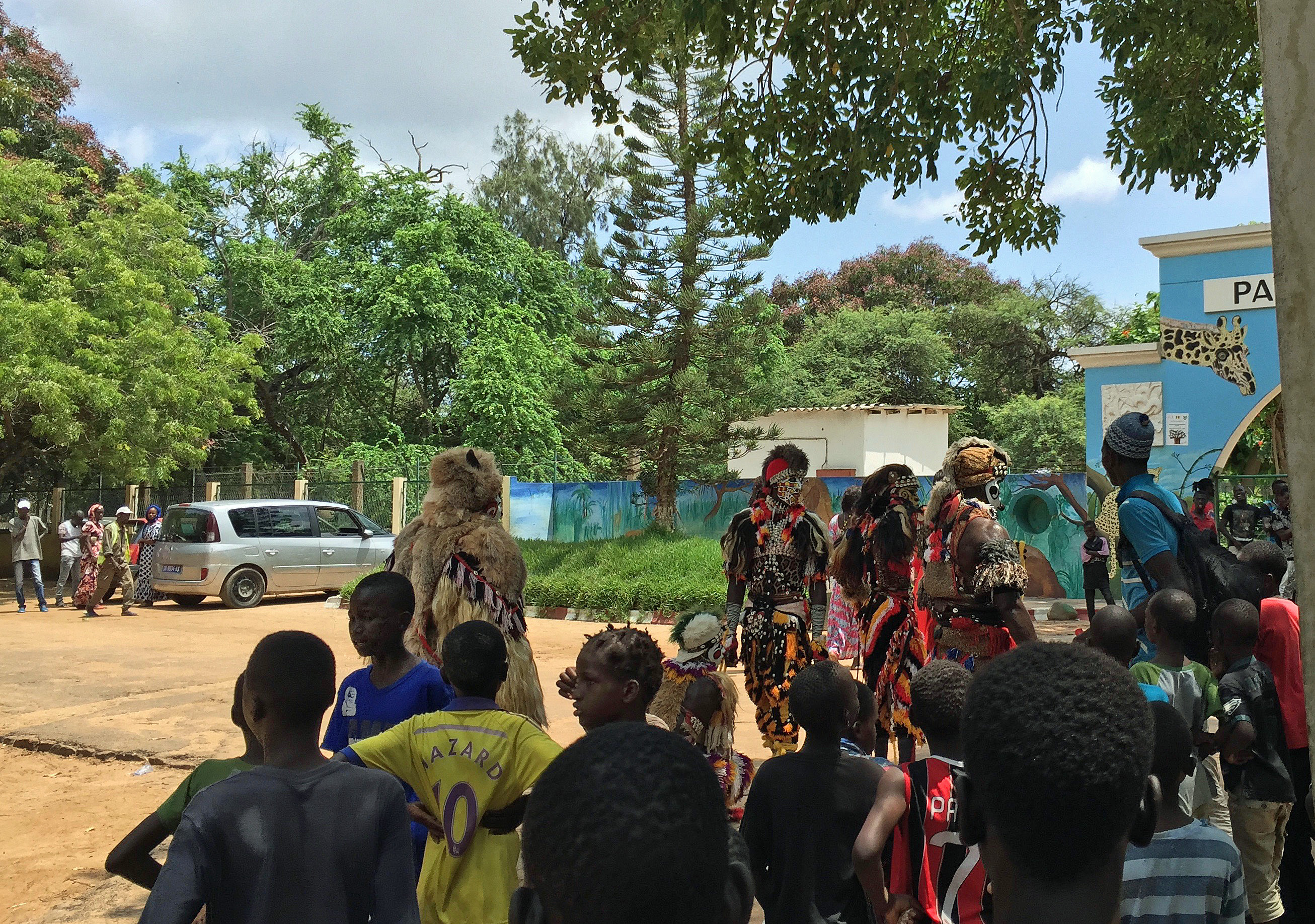
Arrivée de Simbeu Gaïndé au parc forestier et zoologique de Hann

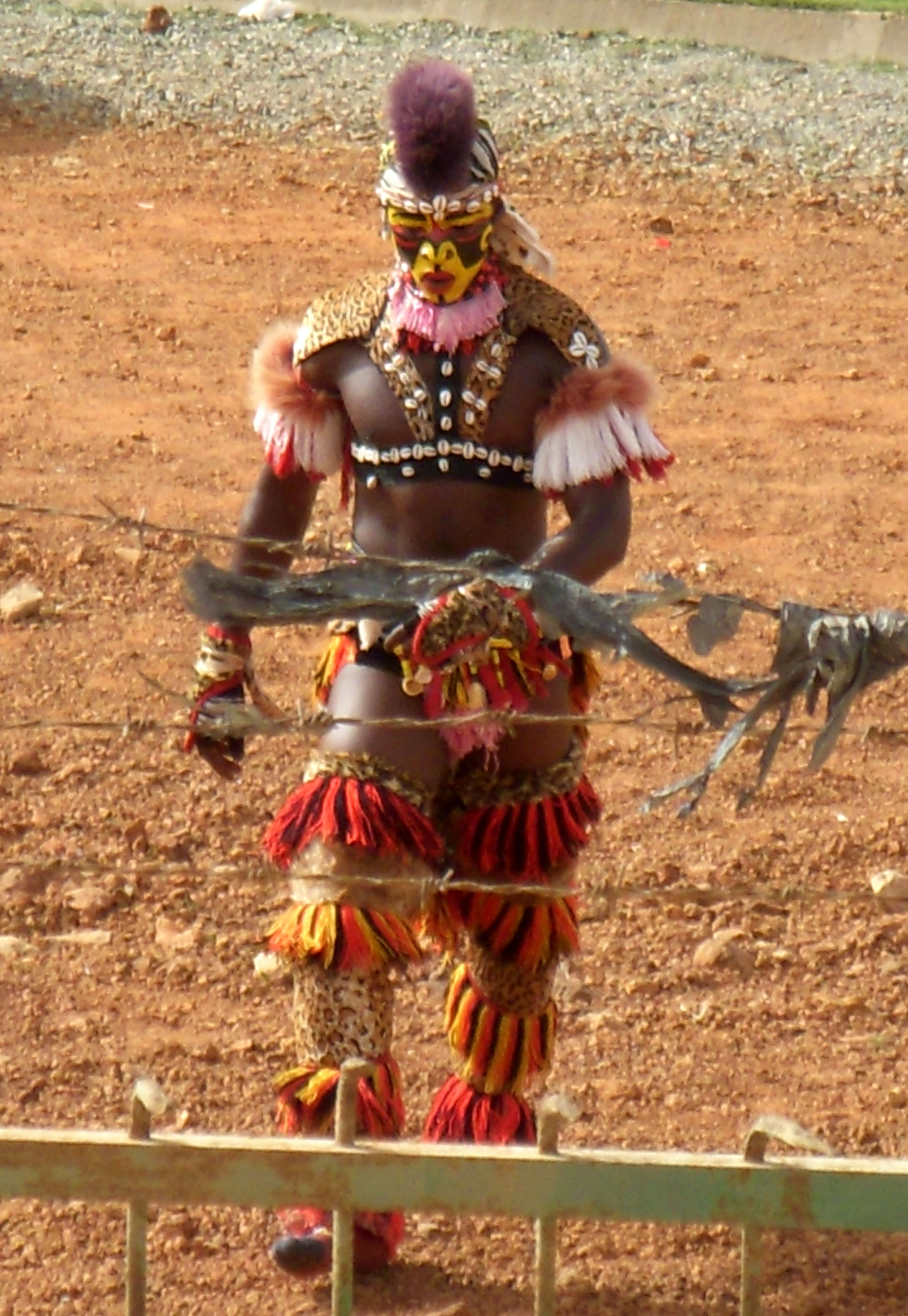
Faux-lion lors d'un combat de lutte sénégalaise

Le simb (ou danse ou jeu du faux lion) est un jeu-spectacle traditionnel du Sénégal, organisé généralement à l'occasion de grandes fêtes, mais surtout pendant les grandes vacances dans les quartiers. 

## Description
Une animation de rue très populaire par des hommes déguisés en lion avec un maquillage imitant le fauve par un effet de couleurs à dominante rouge et noir. Des hommes terrifiants aux visages barrés de moustaches rugissant et dansant au son des tam-tam. Le « faux lion », entouré de compagnons déguisés eux aussi le plus souvent, traque de temps en temps dans l'assistance les spectateurs non munis de tickets exigés à l'occasion. Ce qui par moments entraîne des courses-poursuites dans les quartiers. Le spectateur pris en défaut est malmené en public, mais sans méchanceté.

## Origine
Selon la légende, à l’origine, le faux-lion est un rite de possession. Il remonterait  à l’époque où le Sénégal était couvert d’épaisses forêts peuplées d’animaux sauvages comme les lions. On raconte que le chasseur qui avait été attaqué par un lion et avait survécu devenait une personne étrange. Choqué par sa rencontre, il perdait la tête, rugissait comme un lion, ne mangeait que de la viande crue, des poils lui poussaient sur le corps. bref il se comportait comme un lion. Pour le soigner, les guérisseurs procédaient alors à des rituels de possession, tels qu'on en voit encore aujourd'hui dans les cas de possession par un esprit ancestral.

### Filmographie
- Simb, le jeu du faux lion, film documentaire de Momar Thiam, 1969, 12'